# Teleplastia
Il termine Teleplastia venne coniato dal medico tedesco Albert von Schrenck-Notzing (1862-1929) sul greco "tele", lontano, e "plassein", modellare. Riguarda quei presunti fenomeni paranormali fisici, classificabili quindi nella categoria della psicocinesi, riguardanti la formazione ed il controllo dell'ectoplasma da parte di un medium.
Sono classificabili 3 tipi di teleplastia:
- Apparizione oggettiva: manifestazione evanescente di fantasmi sia spontanea che evocata da un medium. A questa categoria appartengono i fenomeni di materializzazione a distanza, spesso non direttamente controllati dal medium, la bilocazione ed i casi d'infestazione.
- Materializzazione: dal corpo del medium fuoriesce una sostanza (ectoplasma) capace di assumere conformazioni plastiche parziali o complete.
- Trasfigurazione: modifica leggera o profonda del volto e del corpo del medium e dei partecipanti ad una seduta spiritica. In rari casi, secondo i medium, si potrebbe addirittura arrivare ad assumere la fisionomia dell'entità disincarnata.

## Esempi
Un esempio di probabile teleplastia è avvenuto in Spagna a Belmez, dove Maria Gomez faceva apparire involontariamente macchie a forma di volti nelle pareti e nel pavimento di casa.